# Elecciones al Parlamento Europeo de 2004 (Austria)
En las elecciones al Parlamento Europeo de 2004 en Austria, celebradas en junio, se escogió a los representantes de dicho país para la sexta legislatura del Parlamento Europeo. El número de escaños asignado a Austria pasó de 21 a 18.

## Resultados
| Datos de participación | Datos de participación | Datos de participación |
| ---------------------- | ---------------------- | ---------------------- |
| Censo electoral        | 6.049.129              | 100%                   |
| Votantes               | 2.566.639              | 42,4                   |
| Abstención             | 3.482.490              | 57,6                   |
| Válidos                | 2.500.610              |                        |
| A candidatura          | 2.463.123              | 98,5                   |
| Blancos                | 37.487                 | 1,5                    |

| ← Elecciones al Parlamento Europeo de 2004 →                          |         |       |         |
| Partido                                                               | Votos   | %     | Escaños |
| Partido Socialdemócrata (SPÖ)                                         | 823.855 | 33,45 | 7       |
| Partido Popular de Austria (ÖVP)                                      | 804.572 | 32,66 | 6       |
| Liste Dr. Hans-Peter Martin - für echte Kontrolle in Brüssel (MARTIN) | 345.714 | 14,04 | 2       |
| Los Verdes-La Alternativa Verde (GRÜNE)                               | 314.095 | 12,75 | 2       |
| Partido de la Libertad de Austria (FPÖ)                               | 155.856 | 6,33  | 1       |
| Izquierda - Oposición por una Europa Solidaria (LINKE)                | 19.031  | 0,77  | 0       |